# Britt-Marie Drottz Sjöberg
Britt-Marie Drottz Sjöberg nacida en 1953, es una investigadora y profesora sueca en el Departamento de Psicología de la Universidad Noruega de Ciencia y Tecnología (NTNU) en Trondheim.
Drottz se doctoró en 1991 con una tesis sobre actitudes y percepción del riesgo. Ha continuado investigando sobre la percepción pública del riesgo en áreas como la radiación, los residuos radiactivos y los problemas ambientales. Más generalmente, se ha interesado en la comunicación y la percepción del riesgo en la interacción entre la salud, el medio ambiente y la tecnología, por ejemplo, cómo se pueden comunicar los riesgos relacionados con la resistencia a los antibióticos.
Drottz es miembro de la Real Academia de las Ciencias de Suecia, la Real Academia Sueca de Ciencias de la Ingeniería y el consejo científico de Riskkollegiet.